# 新楽遺跡

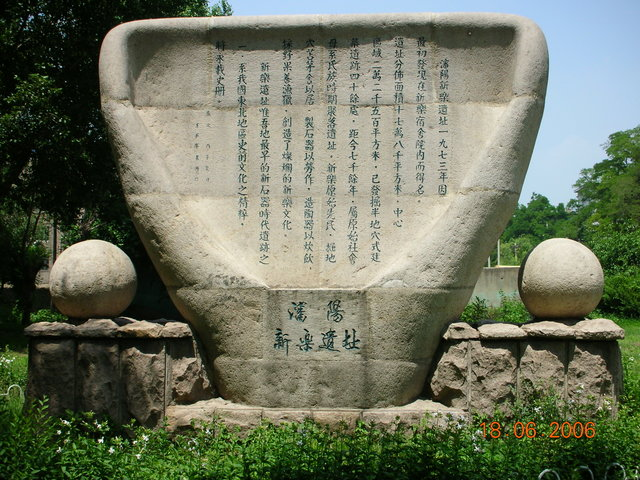
新楽遺跡正門

新楽遺跡（しんらくいせき、シンラーいせき、拼音: Xīnlè Yízhǐ）は、中国の遼寧省瀋陽市皇姑区新楽街道にある、約7200年前（紀元前5200年頃から紀元前4800年頃にかけて）の新石器時代女系氏族の定住集落遺跡。この遺跡に代表される新石器文化は新楽文化と呼ばれる。
現在は遺跡公園として復原住居を建てるなど整備されており、博物館もある。この遺跡から発見された木の彫刻「図騰鳥」（鳥のトーテム）は瀋陽市のシンボルとなり、これを模したモニュメントが瀋陽市内の市府広場にそびえている。また遺跡公園内には遼代の古墳2基もある。2001年に全国重点文物保護単位に指定された。